# Mun Inguk
Mun Inguk (hangul: 문인국, handzsa: 文人國, RR: Mun In-guk; Nampho, 1978. szeptember 29. –) észak-koreai válogatott labdarúgó.

## Pályafutása

### Klubcsapatban
2004 és 2022 között az Április 25 csapatában játszott, melynek színeiben kilenc alkalommal (2003, 2010, 2011, 2012, 2013, 2015, 2017, 2018, 2019) nyerte meg az észak-koreai bajnokságot. 

### A válogatottban
2004 és 2011 között 55 alkalommal játszott az észak-koreai válogatottban és 6 gólt szerzett Részt vett a 2010-es világbajnokságon, ahol a Brazília, a Portugália és az Elefántcsontpart elleni csoportmérkőzésen is kezdőként lépett pályára. Tagja volt a 2011-es Ázsia-kupán szereplő válogatott keretének is.

#### Góljai a válogatottban
| # | Dátum               | Helyszín             | Ellenfél                | Eredmény | Végeredmény | Kiírás                         |
| - | ------------------- | -------------------- | ----------------------- | -------- | ----------- | ------------------------------ |
| 1 | 2007. június 24.    | Makaó, Kína          | Hongkong                | 1–0      | Gy          | 2008-as kelet-ázsiai bajnokság |
| 2 | 2009. február 11.   | Phenjan, Észak-Korea | Szaúd-Arábia            | 1–0      | Gy          | 2010-es vb-selejtező           |
| 3 | 2009. március 28.   | Phenjan, Észak-Korea | Egyesült Arab Emírségek | 2–0      | Gy          | 2010-es vb-selejtező           |
| 4 | 2009. augusztus 23. | Kaohsziung, Tajvan   | Guam                    | 9–2      | Gy          | 2010-es kelet-ázsiai bajnokság |
| 5 | 2009. november 21.  | Lusaka, Zambia       | Zambia                  | 1–4      | V           | Barátságos                     |
| 6 | 2010. március 6.    | Maracaibo, Venezuela | Venezuela               | 2–1      | V           | Barátságos                     |